# Таксани
| '                                         |
| Баккатин ІІІ (зліва) Паклітаксел (справа) |

| '                                               |
| 10-Деацетилбаккатин (зліва) Доцетаксел (справа) |

Таксани — це клас хімічних речовин, які відносяться до дитерпенів. Уперше цей клас речовин виділений із різних частин рослин роду Taxus (тис), основою хімічної структури яких є таксадієн. Паклітаксел (оригінальна назва Таксол) and доцетаксел (оригінальна назва Таксотер) є лікарськими препаратами, які широко застосовуються у хіміотерапії різних форм раку. Кабазитаксел схвалений FDA для лікування гормонально нечутливих форм раку простати.
Застосування таксанів у лікарській практиці має певні труднощі у зв'язку з тим, що вони погано розчиняються у воді.

## Виробництво
Відповідно до походження їх назви, таксани уперше отримані з природної сировини, проте пізніше налагоджено й промисловий синтез препаратів цієї групи. Паклітаксел уперше виділений із кори тихоокеанського тису. Синтез таксанів утруднюється складною хімічною формулою — наявністю значної кількості хіральних центрів (зокрема, в паклітаксела таких центрів 11). натепер хімічні сполуки з класу таксанів виявлені також у горіхах та листі ліщини європейської.

## Механізм дії
Основним механізмом дії препаратів групи таксанів полягає у зв'язуванні препарату із бета-тубуліном мікротрубочок цитоплазми, що призводить до порушення процесу його деполімеризації, наслідком чого є порушення процесів динамічної реорганізації сітки мікротрубочок, що порушує функціонування внутрішньоклітинних структур, а також порушує процес мітозу. Таксани є інгібіторами мітозу, на відміну від алкалоїдів барвінку, які порушують структуру веретена поділу, що призводить до порушення полімеризації тубуліну. Таксани разом із алкалоїдами барвінку відносяться до мітотичних отрут, хоча й мають різний механізм дії. Таксани також підвищують радіочутливість тканин.

## Нові представники класу таксанів
Із гімалайського тису Taxus wallichiana виділено нові представники класу таксанів, які отримали назви «Гонгдоушань А-С». Вони є оксигенованими представниками класу таксанів, та дитерпенами за хімічною структурою. Згідно з попередніми результатами клінічних досліджень, у гонгдоушаня А (C29H44O7), гонгдоушаня B (C27H40O7), та гонгдоушаня C (C27H42O6) виявлена протипухлинна активність in vitro.